# Hombourg-Budange
Pour les articles homonymes, voir Hombourg et Budange (homonymie).
Hombourg-Budange est une commune française située dans le département de la Moselle, en région Grand Est.
Ses habitants sont au nombre de 544 en 2022.

## Géographie
La commune de Hombourg-Budange se situe dans le pays thionvillois et plus précisément dans la vallée de la Canner.
Elle se trouve à 16 km au Sud-Est de Thionville, 24 km au Sud de Sierck-les-Bains, 16 km à l'Ouest de Bouzonville et 6 km au Sud-Est de Metzervisse.
Au niveau routier, Hombourg est traversé par la route D918 et Budange par la D118e. Le Nord du village de Hombourg est délimité par la ligne de Thionville à Anzeling.

### Hydrographie
Cette commune est située dans le bassin versant du Rhin au sein du bassin Rhin-Meuse. Elle est drainée par le ruisseau le Canner, le ruisseau l'Altbach, le ruisseau le Katzenbach et le ruisseau le Kolhenbach.
Le Canner, d'une longueur totale de 29,4 km, prend sa source dans la commune de Vry et se jette  dans la Moselle à Kœnigsmacker, après avoir traversé onze communes.

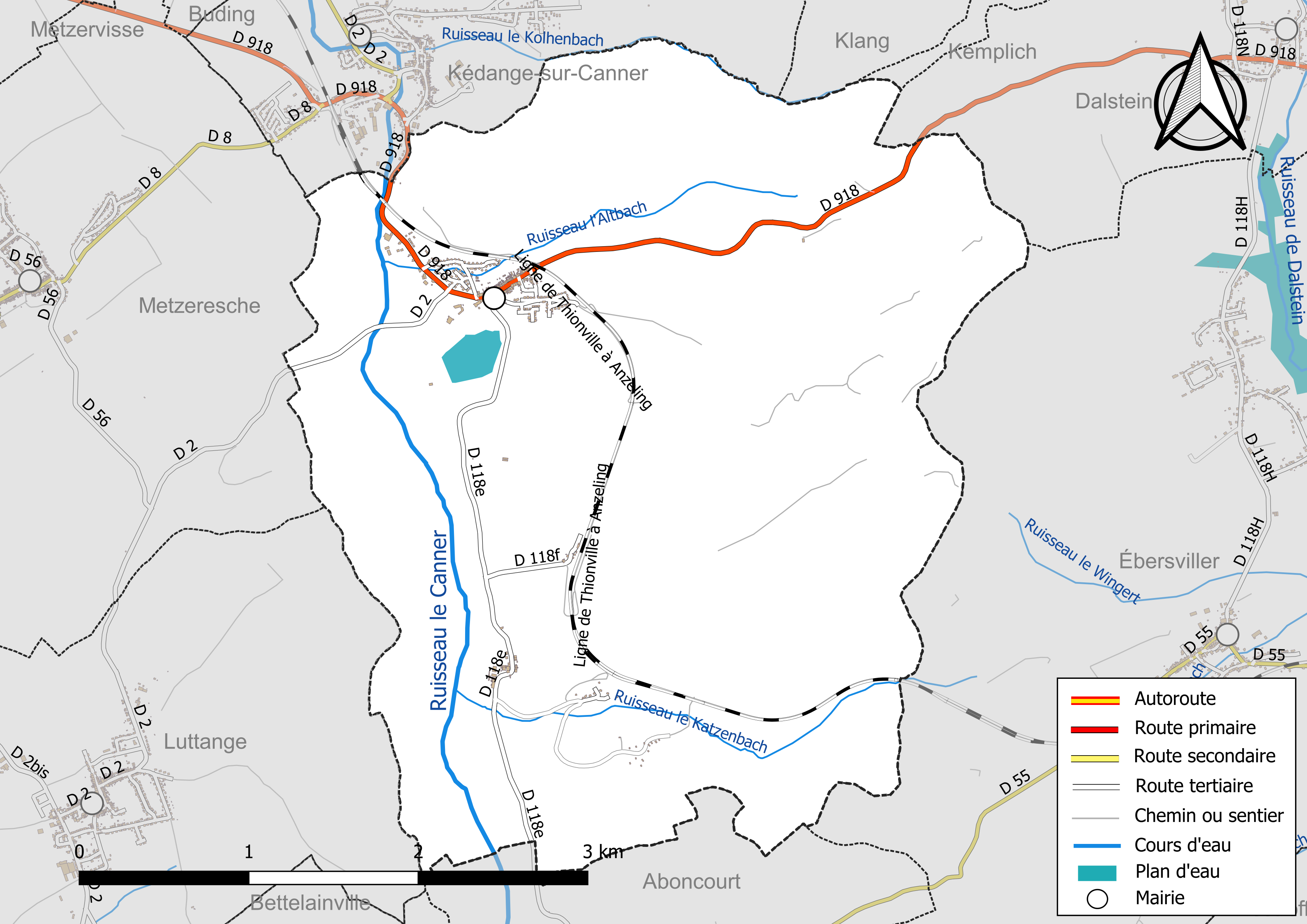
Réseaux hydrographique et routier de Hombourg-Budange.

La qualité des eaux des principaux cours d’eau de la commune, notamment du ruisseau le Canner, peut être consultée sur un site spécial géré par les agences de l’eau et l’Agence française pour la biodiversité. Ainsi en 2020, dernière année d'évaluation disponible en 2022, l'état écologique du ruisseau le Canner était jugé moyen (jaune).

### Climat
Pour des articles plus généraux, voir Climat du Grand Est et Climat de la Moselle.
En 2010, le climat de la commune est de type climat des marges montargnardes, selon une étude du Centre national de la recherche scientifique s'appuyant sur une série de données couvrant la période 1971-2000. En 2020, Météo-France publie une typologie des climats de la France métropolitaine dans laquelle la commune est exposée à un climat semi-continental et est dans la région climatique  Lorraine, plateau de Langres, Morvan, caractérisée par un hiver rude (1,5 °C), des vents modérés et des brouillards fréquents en automne et hiver. 
Pour la période 1971-2000, la température annuelle moyenne est de 9,6 °C, avec une amplitude thermique annuelle de 16,7 °C. Le cumul annuel moyen de précipitations est de 784 mm, avec 12,2 jours de précipitations en janvier et 9,6 jours en juillet. Pour la période 1991-2020, la température moyenne annuelle observée sur la station météorologique de Météo-France la plus proche, « Malancourt », sur la commune d'Amnéville à 15 km à vol d'oiseau, est de 10,2 °C et le cumul annuel moyen de précipitations est de 884,1 mm. 
La température maximale relevée sur cette station est de 39,3 °C, atteinte le 25 juillet 2019 ; la température minimale est de −17,9 °C, atteinte le 5 janvier 1985,,. 
Les paramètres climatiques de la commune ont été estimés pour le milieu du siècle (2041-2070) selon différents scénarios d'émission de gaz à effet de serre à partir des nouvelles projections climatiques de référence DRIAS-2020. Ils sont consultables sur un site spécial publié par Météo-France en novembre 2022.

## Urbanisme

### Typologie
Au 1er janvier 2024, Hombourg-Budange est catégorisée commune rurale à habitat dispersé, selon la nouvelle grille communale de densité à sept niveaux définie par l'Insee en 2022.
Elle est située hors unité urbaine et hors attraction des villes,.

### Occupation des sols
L'occupation des sols de la commune, telle qu'elle ressort de la base de données européenne d’occupation biophysique des sols Corine Land Cover (CLC), est marquée par l'importance des forêts et milieux semi-naturels (54,3 % en 2018), une proportion identique à celle de 1990 (54,3 %). La répartition détaillée en 2018 est la suivante : 
forêts (54,3 %), prairies (21,2 %), terres arables (16,2 %), zones agricoles hétérogènes (4,4 %), zones urbanisées (2,2 %), espaces verts artificialisés, non agricoles (1,7 %). L'évolution de l’occupation des sols de la commune et de ses infrastructures peut être observée sur les différentes représentations cartographiques du territoire : la carte de Cassini (XVIIIe siècle), la carte d'état-major (1820-1866) et les cartes ou photos aériennes de l'IGN pour la période actuelle (1950 à aujourd'hui).

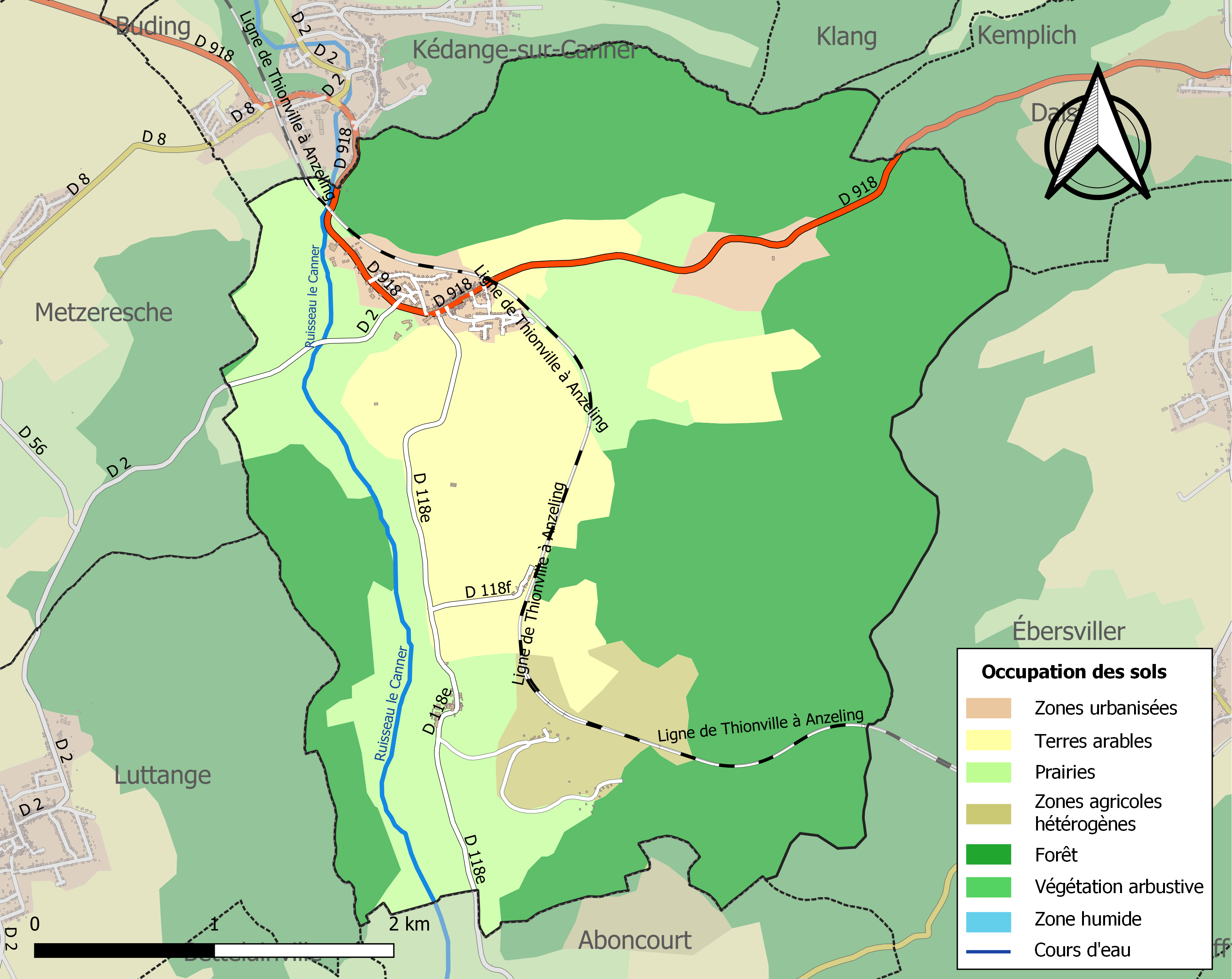
Carte des infrastructures et de l'occupation des sols de la commune en 2018 (CLC).

## Toponymie
À cause de la fusion avec Kédange en 1811, cette commune est renommée Hombourg-Kédange, toponyme germanisé en Homburg-Kedingen à la suite de l'annexion de la Moselle par l'Empire allemand. Lorsque Kédange redevient une commune indépendante en 1902, cette commune est renommée Homburg-Bidingen, toponyme francisé en Hombourg-Budange après la rétrocession de la Moselle à la France en 1919.

### Hombourg
- En allemand : Homrich[19]. En francique lorrain : Homréch[20].
- Mentions anciennes : villa Hunerica (888)[21], Huniburch (1137)[19], Humburc et Honburc (1147)[19], Hanberc (1259)[19], Hambeck (1283)[19], Houberch (1284)[21], Hamberch et Homborch (1294)[19], Hamburch (1303)[19], Hambert (1351)[19], Ombour (1360)[19], Hambergh (1403)[19], Honbourch (1404)[19], Hamburg (1421)[19], Hamberz (1454)[19], Hamberg (1487)[19], Humbourg (1544)[19], Hombourg-sur-Kindel (1560)[19], Hombourg auf der Kandel (1594)[19], Hombrig (XVIIe siècle)[19], Hombrich (1610)[19], Hombez et Hambez (1635)[19], Hambez, Hambé et Chambez (1636)[19], Hombourg (1793)[15], Hombourg-sur-Kaner (1860)[22], Homburg (1863)[21].
- Étymologie : selon Ernest Nègre, le toponyme Hombourg se compose de l'anthroponyme germanique Hunio suivi du mot germanique burg[23]. Cela est une hypothèse pertinente pour la mention de 1137, mais celle de 888 semble être une latinisation de l'anthroponyme Huneric.

### Budange
- En allemand : Ober-Büdingen[19]. En francique lorrain : Ower-Biddéngen[20] et Owerbiddéngen.
- Mentions anciennes : Budingen (1212)[24], Budanges (1294)[19], Budinge (1318)[19], Beudoinges et Budoinges (1331)[19], Beudainges (1333)[19], Boudange (XVe siècle)[19], Bodenges (1430)[19], Budingen (1519)[19], Busdingen (1594)[19], Ober Budingen (1680)[19], Budingen vulgairement nommé Budange (1863)[21].

## Histoire

### Hombourg
La terre de Hombourg faisait primitivement partie du comté de Créhange et était l'apanage du chef d'une des branches de cette maison, mais elle relevait de la Lorraine et appartenait à la prévôté de Sierck. Cette terre fut érigée en comté en 1617 et ce titre fut confirmé en 1715 par le roi. Le traité de 1661 l'avait transférée dans la province des Évêchés.
En 1682, le comté de Hombourg comprenait : le château de Hombourg ; les villages de Budange, Bettelainville, Esch et Kerlange ; trois maisons à Kédange et une à Aboncourt ; le 12e des seigneuries vouées de Courcelles, Chaussy, Fricourt et Landonvillers ; le château de Menguen ; les villages de Plappecourt, Fouligny, Launstroff, Oberkontz, Aube et Rémilly (en partie).
Il existait un château au XIIIe siècle qui appartenait aux seigneurs de Mengen ; destruction par une troupe au service du roi de France en 1552 quand Wyrich de Créhange se trouva avec Charles Quint devant Metz ; passa au XVIIe siècle aux Lenoncourt, Brisacier, Mallortie, Hunolstein, Mortemart.
La commune de Kédange est réunie à celle de Hombourg de 1811 à 1902.

### Budange
Village de la seigneurie de Hombourg en 1681, il a toujours fait partie de la communauté de Hombourg. Budange était par ailleurs une haute justice enclavée dans la prévôté de Sierck et ressortissant au bailliage de Thionville sous la coutume de Metz.
Sur le plan spirituel, ce village était une annexe de la paroisse d'Aboncourt.

## Politique et administration
| Période                                  | Période              | Identité        | Étiquette | Qualité   |
| ---------------------------------------- | -------------------- | --------------- | --------- | --------- |
| 1971                                     | mars 2001            | Raymond Molaro  | -         | -         |
| mars 2001                                | mars 2014            | Claude Huttin   | UDI       |           |
| mars 2014                                | juillet 2015 (décès) | Patrick Hippert |           | Menuisier |
| septembre 2015                           | mai 2020             | Claude Hebting  | SE        |           |
| mai 2020                                 | En cours             | Didier Hilbert  |           |           |
| Les données manquantes sont à compléter. |                      |                 |           |           |

## Démographie
L'évolution du nombre d'habitants est connue à travers les recensements de la population effectués dans la commune depuis 1793. Pour les communes de moins de 10 000 habitants, une enquête de recensement portant sur toute la population est réalisée tous les cinq ans, les populations de référence des années intermédiaires étant quant à elles estimées par interpolation ou extrapolation. Pour la commune, le premier recensement exhaustif entrant dans le cadre du nouveau dispositif a été réalisé en 2004.

En 2022, la commune comptait 544 habitants, en évolution de −3,37 % par rapport à 2016 (Moselle : +0,52 %, France hors Mayotte : +2,11 %).
| 1793 | 1800 | 1806 | 1821 | 1836 | 1841 | 1861 | 1866 | 1871 |
| ---- | ---- | ---- | ---- | ---- | ---- | ---- | ---- | ---- |
| 410  | 403  | 449  | 865  | 928  | 919  | 810  | 797  | 728  |

| 1875 | 1880  | 1885 | 1890 | 1895 | 1900 | 1905 | 1910 | 1921 |
| ---- | ----- | ---- | ---- | ---- | ---- | ---- | ---- | ---- |
| 745  | 1 017 | 745  | 877  | 346  | 342  | 355  | 453  | 360  |

| 1926 | 1931 | 1936 | 1946 | 1954 | 1962 | 1968 | 1975 | 1982 |
| ---- | ---- | ---- | ---- | ---- | ---- | ---- | ---- | ---- |
| 372  | 336  | 370  | 365  | 378  | 394  | 423  | 463  | 459  |

| 1990 | 1999 | 2004 | 2006 | 2009 | 2014 | 2019 | 2022 | - |
| ---- | ---- | ---- | ---- | ---- | ---- | ---- | ---- | - |
| 440  | 405  | 493  | 508  | 509  | 534  | 543  | 544  | - |

## Loisirs

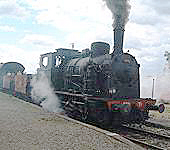
Train de la vallée de la Canner.

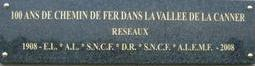
100 ans de Chemin de Fer dans la Vallée de la Canner.

- Gare terminus du Chemin de fer touristique de la Vallée de la Canner

Deux fois dans la saison, l'ALEMF propose des soirées à thèmes (contes fantastiques ou chansons), sur fond de balade en train avec départ en soirée, buffet spectacle et retour de nuit.
- Le vélorail de Vigy à Hombourg-Budange[30]

## Culture locale et patrimoine

### Sobriquet
À Aboncourt, les habitants de Hombourg et de Budange sont surnommés « les chlèques », mot qui vient du francique Schleck et qui signifie « escargot ». Dans les autres villages environnants, les gens de Hombourg et de Budange sont appelés : d'Homrécher Schlecken (les escargots de Hombourg) et d'Bidénger Schlecken (les escargots de Budange).

### Lieux et monuments
- Passage d'une voie romaine.
- Château de Hombourg-Budange[32] : forteresse du XIIIe siècle ou XIVe siècle dont il reste les courtines et les tours d'enceinte ; logis reconstruit au début de XVIe siècle, puis modifié au XVIIIe siècle. Le château, actuellement dans un état de dégradation important, est propriété d'Arthur de Rochechouart de Mortemart. Le comte Charles Louis de Rochechouart de Mortemart, son père, habite l'orangerie du château. le château est en partie inscrit au titre des monuments historiques par arrêté du 16 novembre 1988 et en partie classé par arrêté du 8 novembre 1994[33].
- Marais d'Hombourg-Budange[34].

#### Édifices religieux

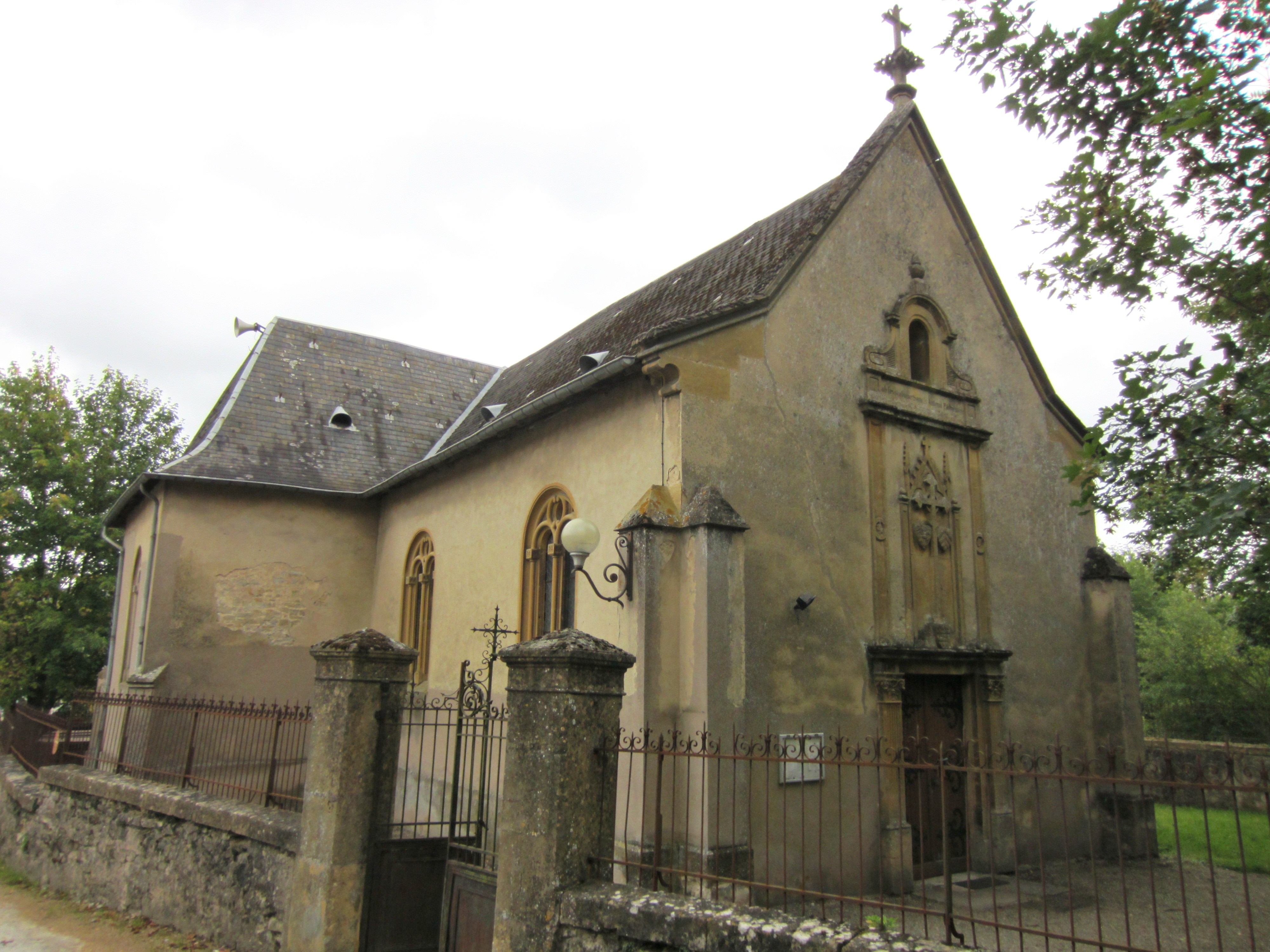
Chapelle castrale Saint-Antoine-de-Padoue.

- Chapelle castrale Saint-Antoine-de-Padoue, reconstruite en 1882, date portée sur le linteau de la porte, à l'initiative de Paul d'Hunolstein, propriétaire du château ; armoiries de la famille d'Hunolstein. Chœur du XIVe siècle, trois gisants du XVIe siècle, baptistère de 1566. Cette chapelle était jadis une annexe de la paroisse de Kédange[19].
- Deux Bildstocks ornés, l'un de 1534 et l'autre du XIXe siècle.

### Héraldique
| Blason de Hombourg-Budange | Blason  | Écartelé : aux 1er et 4e d'argent à trois chevrons de sable, aux 2e et 3e d'argent à deux fasces de gueules, accompagnées de douze billettes du même ordonnées 5, 4 et 3. |
| Blason de Hombourg-Budange | Détails | |